# إخصاب في المختبر
الإخصاب في المختبر أو الإخصاب المخبري (اختصارًا IVF) هي العملية التي يتم فيها إخصاب البويضات من قبل خلايا الحيوانات المنوية خارج الرحم. وهي علاج رئيسي للعقم عندما تبوء جميع الوسائل الأخرى لتكنولوجيا المساعدة للتناسل بالفشل. وتنطوي العملية على التحكم في عملية التبويض هرمونيا، وسحب البويضات (البيض) من المبيض في المرأة وترك الحيوانات المنوية تقوم بالإخصاب في وسط سائل. ومن ثم يتم نقل البويضة المخصبة (البيضة الملقحة) إلى رحم المريضة بقصد حدوث حمل ناجح. وكان أول نجاح لميلاد طفل أنابيب، لطفلة تدعى لويز براون، وقع في عام 1978. قبل ذلك، كان هناك حمل بيوكيميائي عابر قام به باحثو مدرسة فوكستون الأسترالية في عام 1973، وأيضا حالة حمل خارج الرحم التي أبلغ عنها ستبتو وإدواردز في عام 1976.
مصطلح «in vitro» يأتي من الأصل اللاتيني بمعنى داخل الزجاج، ويستخدم هذا المصطلح، لأن التجارب الأولى التي تتضمن زراعة الأنسجة الحية خارج الكائن الحي التي أتوا منها، تم تنفيذها في حاويات زجاجية مثل الأكواب، أو أنابيب اختبار، أو طبق بتري. ولكن في الوقت الحالي يستخدم مصطلح "في المختبر"، للإشارة إلى أي إجراء بيولوجي يتم تنفيذه خارج الكائن الذي يحدث فيه عادة، لتمييزه عن إجراء «in vivo»، حيث يبقى النسيج داخل الكائن الحي الذي يوجد فيه عادة. ويشير مصطلح العامية للأطفال الذين جاءوا بسبب عمليات التلقيح الصناعي بأطفال أنبوب الاختبار، وذلك في إشارة إلى شكل أنابيب الاختبار أو حاويات الزجاج أو البلاستيك الراتنج، التي يشيع استخدامها في مختبرات الكيمياء ومختبرات البيولوجيا. ومع ذلك، التخصيب في المختبر يتم عادة في حاويات غير عميقة تسمى طبق بيتري. (أطباق بيتري قد تكون مصنوعة أيضا راتنج البلاستيك.) ومع ذلك، أسلوب التلقيح الصناعي بواسطة الزرع في عينة من بطانة الرحم يتم بمساعدة المواد العضوية، ولكنه حتى الآن يسمى in vitro. وتستخدم هذه الطريقة عندما تواجه الآباء مشاكل العقم أو إذا رغبوا في تعدد المواليد.

## دواعي الاستعمال
يلجأ إليه الأطباء عندما تتعذر عملية الإخصاب الطبيعية للبويضة، يساعد التلقيح الاصطناعي على التغلب على العقم عند النساء بسبب مشاكل في قناة فالوب، مما يجعل الإخصاب صعبا في الجسم الحي. ويمكن أن يساعد أيضا في العقم عند الذكور، حيث يوجد عيب في نوعية الحيوانات المنوية، وفي مثل هذه الحالات يمكن استخدام حقن الحيوانات المنوية داخل البويضة (الحقن المجهري)، حيث يتم حقن الحيوانات المنوية مباشرة في البويضة. يتم استخدام هذه الحيوانات المنوية عندما توجد صعوبة في اختراق البويضة، وفي هذه الحالات يمكن استخدام الحيوانات المنوية للشريك أو مانحي الحيوانات المنوية. كما يستخدم الحقن المجهري عندما تكون أعداد الحيوانات المنوية منخفضة للغاية. معدلات نجاح الحقن المجهري مساوية للإخصاب بأطفال الأنابيب.
يلجأ الأطباء إلى عمليات التلقيح الصناعي أيضا في الحالات التي يكون فيها العقم مرتبطا بالمرأة منها: نقص في مخزون البويضات عند المرأة، إصابة المرأة بمرض البطانة الرحمية المهاجرة، تكيس المبايض، خلل في قناة فالوب أو وجود التصاقات شديدة في الحوض.
قد يكون من السهل القول أنه لكي تكون عملية أطفال الأنابيب ناجحة فانه يتطلب أن تكون البويضات سليمة، وأن توجد حيوانات منوية للإخصاب، والرحم يستطيع أن يحافظ على الحمل. ونظرا لتكاليف الإجراء، لا يتم الشروع في عمليات التلقيح الصناعي عموما إلا بعد أن تكون الخيارات الأقل تكلفة قد باءت بالفشل.
هذا يفيد أيضا للتبرع بالبويضات أو تأجير الأرحام عندما تكون المرأة التي تأتي منها اللبويضات هي نفسها الذي ستحمل لمدة الحمل. وهذا يعني أن استخدام التلقيح الاصطناعي يمكن أن تكون للإناث الذين وصلوا بالفعل لمرحلة انقطاع الطمث. يمكن أن تخصب البويضة المتبرع بها حاوية خاصة. إذا نجحت عملية الاخصاب يتم نقل، البيضة الملقحة إلى الرحم وداخله سوف يتطور إلى جنين.
أيضا عمليات التلقيح الصناعي يمكن دمجها مع التشخيص الوراثي السابق للزرع لاستبعاد وجود خلل وراثي. وقد تم وضع اختبار مماثل سابق للزرع يدعى تحديد المفردات الجينية.

## الطريقة

### متلازمة فرط تحفيز المبيض
عادة ما تبدأ دورات العلاج في اليوم الثالث من الحيض وتتكون من نظام من أدوية الخصوبة لتحفيز تكون حويصلات متعددة من المبيض. في معظم المرضى يتم استخدام حقن من مشتقات الهرمونات المنشظة للغدد gonadotropin مع المتابعة الدقيقة. وهذه المتابعة تشمل رصد مستوى هرمون استراديول، ومدى تكون الحويصلات في المبيض عن طريق الموجات فوق الصوتية. وعادة ما يقرب من 10 أيام من الحقن تكون ضرورية. ويتم منع التبويض التلقائي عن طريق استخدام العقاقير محفزات GnRH التي يتم اعطائها قبل أو في وقت التحفيز أو مثبطات GnRH التي يتم استخدامها فقط خلال الأيام الأخيرة من التحفيز، وكلاهما يمنع الزيادة الطبيعية في مستوى هورمون luteinising مما يسمح للطبيب لبدء عملية التبويض باستخدام الأدوية، وعادة ما تعطى عن طريق الحقن بهرمون الإنسان المشيمي hCG.

### سحب البويضات
عندما يكون نضج البويضات كافيا، يتم الحقن بهرمون المشيمي البشريhCG. هذا الدواء، الذي يعمل بوصفه مثيل لهرمون luteinising يجعل الحويصلات البويضية تصل للمرحلة النهائية من النضج، ويسبب التبويض بعد حوالي 42 ساعة بعد الحقن، ولكن إجراء سحب البويضات يحدث قبل ذلك، من أجل استرداد خلايا البويضة من المبيض. يتم استرداد البيض من المرأة باستخدام تقنية إبرة سحب تخترق جدار المهبل للوصول إلى المبيض عن طريق التوجيه بمساعدة الموجات فوق الصوتية. يتم سحب البويضات من خلال الإبرة، ويسلم السائل إلى مختبر التلقيح الاصطناعي لتحديد البويضات. ومن الشائع أنه يتم سحب ما بين 10 و30 بويضة. إجراء السحب يستغرق حوالي 20 دقيقة ويتم ذلك عادة تحت التخدير الواعي أو التخدير الكلي.

### إعداد البويضات والحيوانات المنوية
في المختبر، يتم تجريد البويضات من الخلايا المحيطة بها وإعدادها للإخصاب. قد يكون هناك اختيار للبويضات قبل الإخصاب لتحديد البويضات الأمثل لزيادة فرص الحمل الناجح. في غضون ذلك، يتم إعداد المني من خلال إزالة الخلايا الخاملة والسائل المنوي في عملية تسمى غسيل الحيوانات المنوية. إذا كان مصدر السائل المنوي هو شخص متبرع بالحيوانات المنوية، وعادة ما يتم غسيل الحيوانات المنوية قبل أن يتم التجميد والحفظ، ويتم إذابتها حتى تكون جاهزة للاستخدام.

### الإخصاب
يتم وضع البويضة والحيوانات المنوية معا في نسبة حوالي 75،000:1 في حضانة في وسط خاص لنحو 18 ساعة. في معظم الحالات يتم الإخصاب بحلول ذلك الوقت، والبويضة الملقحة سوف تظهر بداية علامات الانقسام. في بعض الحالات، عندما تكون الحيوانات المنوية قليلة أو ضعيفة الحركة، فإن واحد من هذه الحيوانات المنوية يتم حقنه مباشرة في البويضة باستخدام حقن الحيوانات المنوية (الحقن المجهري). تم ترك البويضة الملقحة في وسط يساعد على النمو خاص لمدة 48 ساعة حتى تصبح البويضة تتكون من 6-8 خلايا.
يوجد أيضا اجراء يدعى نقل الأمشاج لقناة فالوب، حيث يتم سحب البيض من المرأة ووضعها في واحدة من قنوات فالوب جنبا إلى جنب مع الحيوانات المنوية للرجل. وهذا يسمح للإخصاب أن يتم داخل جسم المرأة. ولذلك، فإن هذا الاجراء هو في الواقع إخصاب داخل الجسم، وليس في المختبر.

### مزرعة الجنين
عادة، يتم تربية الأجنة حتى أن تصل إلى مرحلة 6-8 خلايا بعد ثلاثة أيام من سحبها. توضع الأجنة في حضانة لفترة أطول ويتم نقلها للأم في مرحلة الكيسة الأريمية في حوالي خمسة أيام بعد استرجاعها، وخاصة إذا العديد من الأجنة ذات النوعية الجيدة لا تزال متاحة في يوم الثالث. وقد وجد أن نقل الأجنة في مرحلة الكيسة الأريمية يمكن أن يؤدي إلى ارتفاع معدلات الحمل. في أوروبا، عادة يتم النقل بعد يومين.
زرع الأجنة يمكن إما أن يكون بوسيلة مصطنعة أو في جزء من نسيج بطانة الرحم (فوق طبقة من الخلايا الموجودة في بطانة رحم المرأة نفسها). في حالة الوسط الاصطناعي، إما أن يكون وسط واحد طوال فترة الزرع، أو نظام تسلسلي والذي يوضع فيه الجنين في وسائط اصطناعية مختلفة بشكل تسلسلي. على سبيل المثال، عند زراعة الجنين إلى مرحلة الكيسة الأريمية يمكن أن يستخدم وسط معين لليوم 3، ويستخدم وسط آخر بعد ذلك. واستخدام وسط واحد أو أوساط تسلسلية لهم نفس القدر من الفعالية لزرع الأجنة البشرية لمرحلة الكيسة الأريمية. الوسط المحيط بالجنين يحتوي أساسا على الجلوكوز، بيروفات، ومكونات موفرة للطاقة، بالإضافة إلى ذلك من الأحماض الأمينية، النيوكليوتيدات، والفيتامينات، والكوليسترول لتحسين أداء النمو الجنيني.

### اختيار الجنين
طورت المختبرات أساليب لتصنيف جودة البويضات والجنين. من أجل تحسين معدل الحمل، هناك أدلة كبيرة على أن نظام التصنيف الشكلي من أفضل الإستراتيجيات لاختيار الأجنة. ومن المؤشرات الأخرى لجودة الأجنة هو وجود بروتين HLA-G إذا توجب الاختيار بين أجنة متشابهة في الشكل. وبالإضافة إلى الاختبارات التي تعزز فرص الحمل، قد يجرى أيضا فحص التشخيص الوراثي قبل غرسه في الأم أو يتم فرز الأجنة قبل نقلها من أجل تجنب الأمراض الوراثية.

### نقل الأجنة
تصنف الأجنة من الأجنة على أساس عدد الخلايا، وتساوي النمو ودرجة التجزء. عدد الأجنة التي يتم نقلها يعتمد على عدد الأجنة المتاحة، وعمر المرأة والعوامل الصحية والتشخيصية الأخرى. في بلدان مثل كندا والمملكة المتحدة وأستراليا ونيوزيلندا، ينقل بحد أقصى اثنين من الأجنة إلا في حالة الظروف الغير عادية. في المملكة المتحدة وفقا لأنظمة HFEA، النساء فوق سن الأربعين ينقل لهم عدد أجنة قد يصل إلى ثلاثة، في حين أنه في الولايات المتحدة الأمريكية النساء الأصغر سن ينقل لهم العديد من الأجنة، على أساس تشخيص الخصوبة الفردي. معظم العيادات والهيئات التنظيمية المحلية تسعى للحد من خطر مضاعفات الحمل المتعدد (التوائم). يتم نقل الأجنة "الأفضل" إلى الرحم عن طريق قسطرة رقيقة من البلاستيك، والتي تمر عبر المهبل وعنق الرحم. قد يتم نقل عدة أجنة للرحم لتحسين فرص التوطين والحمل.

## معدلات الحمل
معدل الحمل هو معدل نجاح الحمل. بالنسبة للتلقيح الصناعي، فإنه النسبة المئوية لجميع المحاولات التي تؤدي إلى الحمل، والتي تشير عادة إلى دورات العلاج حيث يتم سحب البيض واخصابه في المختبر. الإحصاءات التي تشير إلى "الحمل" قد تشير إلى مجرد اختبار إيجابي للحمل، وليس بالضرورة "الحمل قابل للحياة" وهو ما يعني ضمنا الكشف عن ضربات قلب الجنين. تسمى حالات الحمل التي تؤدي إلى ولادة طفل بمعدل الولادة الحية. يرصد أيضا التمييز بين الحمل لمفرد وحمل التوائم على نحو متزايد حيث أنه ينبغي تجنب حدوث التوائم خاصة عندما يزيد عددهم عن اثنين، وذلك بسبب المخاطر المرتبطة للأم وللجنين.
مع التكنولوجيا المحسنة، فإن معدلات الحمل اليوم أفضل بكثير من بضع سنوات سابقا. في عام 2006، حققت عيادات في كندا متوسط معدل حمل بنسبة 35 ٪. قدرت دراسة فرنسية ان نحو 66% من المرضى الذين بدأوا العلاج بالتلقيح الصناعي نجحوا في النهاية في إنجاب طفل بنسبة (40% خلال العلاج بالتلقيح الصناعي في المركز وبنسبة 26% بعد وقف عمليات التلقيح الصناعي). ويرجع تحقيق إنجاب طفل بعد وقف عمليات التلقيح الصناعي أساسا إلى التبني (46 ٪) أو الحمل التلقائي (42 ٪).

### معدل الولادة الحية
هو النسبة المئوية لجميع دورات التلقيح الاصطناعي التي تؤدي إلى ولادة طفل حي، وهو معدل الحمل بعد تعديله لاحتمالات الإجهاض وولادة الجنين ميتا. وتعبر هذه النسب المئوية عن حالات الحمل الناجحة، بغض النظر عن عدد الأطفال الذين ولدوا، حيث أن والتوائم والولادات المتعددة هي أكثر شيوعا في دورات التلقيح الاصطناعي.
في عام 2006، حققت عيادات كندية معدل ولادة حية 27 ٪. وكانت معدلات الولادة في المرضى الأصغر سنا أعلى قليلا، مع معدل نجاح 35.3% للذين عمرهم 21 أو أصغر سنا، وكانت هذه أصغر مجموعة تم تقييمها. أما معدلات النجاح للمرضى الأكبر سنا تنخفض أيضا مع التقدم في السن، حيث تصل للذين أعمارهم 37 سنة إلى 27.4% وينعدم معدل الولادة عند سن 48، وهي أكبر مجموعة تم تقييمها. تجاوز بعض العيادات هذه المعدلات، ولكن من المستحيل تحديد ما إذا كان السبب هو استخدام تقنية متفوقة أو اختيار المرضى، لأنه من الممكن زيادة معدلات النجاح بشكل مصطنع من خلال رفض علاج المرضى الأكثر صعوبة أو يتم توجيههم إلى دورات التبرع بالبويضة (والتي يتم حسابها بشكل منفصل).
محاولات أطفال الأنابيب في دورات متعددة يؤدي إلى زيادة معدلات الولادة الحية التراكمية. اعتمادا على المجموعة السكانية، ذكرت دراسة معدل ولادة 45% إلى 53% لمدة ثلاث محاولات، و51% إلى 71% لمدة ستة محاولات.

### عوامل النجاح أو الفشل
العوامل المحتملة التي قد تؤثر على معدلات الحمل (والولادة الحية) في عمليات التلقيح الصناعي تشمل التوتر النفسي، والوخز بالإبر، ومستوى تفتيت الحمض النووي الذي يتم قياسه عن طريق فحص كوميت Comet Assy، وسن الأم وجودة السائل المنوي.

#### التوتر
في دراسة سويدية عام 2005، تم متابعة 166 من النساء قبل شهر واحد من بدء دورات التلقيح الصناعي فيها، وأظهرت النتائج أنه لا يوجد ترابط كبير بين الضغط النفسي ونتائج التلقيح الاصطناعي. وخلصت الدراسة بالتوصية إلى العيادات أنه من الممكن خفض التوتر التي يعاني منها المرضى أثناء إجراء عمليات التلقيح الصناعي العلاج باطلاعهم على هذه النتائج. في حين أن الضغط النفسي من التجربة قد لا تؤثر على نتيجة التلقيح الاصطناعي، فمن الممكن أن تجربة التلقيح الاصطناعي يمكن أن يؤدي إلى التوتر الذي يؤدي إلى الاكتئاب. ويمكن للنتائج المالية وحدها لعمليات التلقيح الصناعي أن تتسبب في القلق وتصبح فوق الاحتمال. ومع ذلك، بالنسبة لكثير من الأزواج، فإن البديل هو العقم، وتجربة العقم نفسها يمكن أيضا أن تسبب الضغط الشديد والاكتئاب.

#### الوخز بالإبر
عدد متزايد من المراكز والمتخصصين في الخصوبة يستخدموا الوخز بالإبر كجزء من بروتوكول أطفال الأنابيب الخاص بهم. هناك بعض الأدلة الداعمة ولكنها محدودة من التجارب السريرية ودراسة الحالة تشير إلى أن الوخز بالإبر قد يحسن نسبة نجاح عمليات التلقيح الصناعي ونوعية حياة المرضى الذين يخضعون لعمليات التلقيح الصناعي، وأنها وسيلة مساعدة آمنة. وفي استعراض منهجي وتحليل لعدة دراسات نشرت في المجلة الطبية البريطانية وجدت أن هناك استكمال عملية نقل الأجنة مع الوخز بالابر كان له نتائج ايجابية وتحسينات كبيرة في الحمل السريري، وحمل المستمر، والولادة الحية.
آليات الوخز بالابر 

هناك أربع آليات ياقترح ان الوخز بالابر قد يحسن نتائج التلقيح الاصطناعي بها
- تعديلات Neuroendocrinological
- زيادة تدفق الدم إلى الرحم والمبيض
- تعديل في السيتوكينات
- التخفيف من التوتر، والقلق، والاكتئاب

الوخز بالابر الكهربائية أثناء سحب البويضة في عمليات التلقيح الصناعي  

وقد وجد أن الوخز بالإبر الكهربائية بديلا جيدا للمسكنات الطبية التقليدية، فإنها تؤدي في بعض الأحيان لقضاء وقت أقصر في المستشفى وتكاليف أقل.

#### وهناك عوامل أخرى
فيما يلي محددات أخرى لنتائج عمليات التلقيح الصناعي :
- تدخين التبغ يقلل من فرص ولادة أطفال الأنابيب بنسبة 34% ويزيد من خطر حدوث إجهاض لعمليات التلقيح الصناعي بنسبة 30 ٪.[17]
- مؤشر كتلة الجسم أكثر من 27% يؤدي إلى انخفاض احتمال الولادة الحية بعد الدورة الأولى من عمليات التلقيح الصناعي بنسبة 33%، بالمقارنة مع الذين لديهم مؤشر كتلة الجسم بين 20 و27.[17] والنساء الحوامل الذين يعانون من السمنة المفرطة أيضا لديهن معدلات أعلى للإجهاض والتشوه الخلقي، وداء السكري الحملي، وارتفاع ضغط الدم والجلطات الدموية ومشاكل أثناء الولادة.[17] مؤشر كتلة الجسم المثالي هو 19-30.[18]
- استئصال قنوات فالوب قبل التلقيح الاصطناعي يزيد من فرص حمل المرأة التي تعاني من انسداد قناة فالوب[18]
- المرأة في سن 23-39 سنة هي الأمثل في وقت العلاج[18]
- نجاح الحمل السابقة و/ أو الولادة الحية يزيد فرص النجاح[18]
- معدل استهلاك أقل للكحول / الكافيين يزيد النجاح[18]

## التعقيدات
المضاعفات الرئيسية لعمليات التلقيح الصناعي هو خطر ولادة التوائم. وهذا يرتبط ارتباطا مباشرا بممارسة نقل أجنة متعددة في وقت نقل الأجنة. يتعلق ولادة التوائم بزيادة خطر فقدان الحمل، ومضاعفات الولادة، والولادة المبكرة، وأمراض الأطفال حديثي الولادة مع احتمال حدوث ضرر على المدى الطويل. وقد فرضت قيودا صارمة على عدد الأجنة التي يمكن نقلها في بعض البلدان (مثل انكلترا) للحد من خطر مضاعفات التوائم المتعددة (ثلاثة توائم أو أكثر)، ولكن لم يتم اتباعها أو قبولها عالميا. ويمكن أن يحدث انقسام تلقائي للأجنة في الرحم بعد النقل، ولكن هذا أمر نادر الحدوث، ويؤدي إلى التوائم المتماثلة. وفي دراسة على عينة عشوائية لأطفال الأنابيب التي أسفرت عن 73 الرضع (33 الفتيان والفتيات 40)، وأفادت أن 8.7% من المواليد المفردين و54.2% من التوائم كان وزنهم عند الولادة أقل من <2500 (جرام) ولكن الأدلة الأخيرة تشير إلى أن الجنين المفرد بعد عمليات التلقيح الصناعي هو أكثر عرضة لانخفاض الوزن عند الولادة لأسباب غير معروفة.
وهناك خطر آخر من تنشيط المبيض هو حدوث متلازمة فرط المبيض، وبخاصة إذا ما استخدمت هرمون المشيمة البشري hCG ل "تحفيز التبويض".
إذا كان العقم متعلقا بخلل في تكون المني، فمن الممكن، ولكنه من السابق لأوانه أن يكون نسل الذكور أكثر عرضة للخلل في الحيوانات المنوية.
الأداء السلوكي والاجتماعي والعاطفي لأطفال التلقيح الاصطناعي طبيعي بوجه عام، وفقا لدراسات أجريت على أطفال التلقيح الاصطناعي في سن 9 - 18 عام.
اختبار الحمل السلبية بعد عمليات التلقيح الصناعي قد يؤدي لخطر متزايد من الاكتئاب في النساء، ولكن ليس مع أي زيادة مخاطر الاصابة باضطرابات القلق. ولا يبدو أن نتائج اختبار الحمل تسبب عامل خطر للاصابة بالاكتئاب أو القلق بين الرجال.

### العيوب الخلقية
مسألة العيوب الخلقية، موضوع مثير للجدل في عمليات التلقيح الصناعي. العديد من الدراسات لا تظهر زيادة كبيرة بعد استخدام التلقيح الصناعي، وبعض الدراسات تشير إلى ارتفاع معدلات العيوب وخاصة في حالة الحقن المجهري، في حين أن هناك آخرين لا يدعموا هذا الاستنتاج. في عام 2008، في تحليل للبيانات الوطنية للعيوب الخلقية في الولايات المتحدة وجد أن بعض العيوب الخلقية وبشكل ملحوظ أكثر شيوعا عند الأطفال المولودين نتيجة لعمليات التلقيح الصناعي، ولا سيما عيب في جدار القلب أو الشفة المشقوقة مع أو بدون الشق الحلقي، انسداد المريء، وانسداد الشرج، والسبب غير واضح.
في دراسة في عام 2002 لمراجعة "سجلات الولادة في عمليات التلقيح الصناعي" في أستراليا الغربية قد وجد أن أطفال التلقيح الاصطناعي لديهم ضعف احتمال وجود عيوب الخلقية عن الولادات الطبيعية". ارتفاع حالات العيوب الخلقية وجدت ما يلي : أمراض القلب، "شذوذ الكروموسومات مثل متلازمة داون، شلل الحبل الشوكي، شذوذ المعدية المعوية، العضلي والهيكل العظمي، خلع الورك"، وتضخم القدم. أطفال التلقيح الاصطناعي أيضا وجد لديها معدل أعلى لانخفاض أوزان المواليد والولادات السابقة لأوانها، والشلل الدماغي.
منعت الحكومة في اليابان في استخدام إجراءات التلقيح الصناعي للأزواج المصابين بفيروس نقص المناعة البشرية على حد سواء. على الرغم من أن لجان الأخلاقيات سمحت سابقا في مستشفى Ogikubo، طوكيو، باستخدام التلقيح الصناعي للأزواج المصابين بفيروس نقص المناعة البشرية، ولكن وزارات الصحة والرعاية الاجتماعية والعمل في اليابان قررت منع هذه الممارسة. Hideji Hanabusa، نائب رئيس مستشفى Ogikubo td في طوكيو، قال أنه مع زملائه تمكن من وضع طريقة يمكن من خلالها العلماء إزالة الفيروس من الحيوانات المنوية.

## التشخيص الوراثي السابق لزرع الاجنة
ظهر استخدام التشخيص الوراثي بالاشتراك مع علاجات التلقيح الاصطناعي في أوائل التسعينات، ومنذ ذلك الحين ولد المئات من الأطفال الطبيعيين والأصحاء باستخدام هذه التكنولوجيا الإنجابية المتقدمة. هذه تكنولوجيا تحسن من احتمالات نجاح الحمل والولادة لفريقين مختلفين اختلافا واضحا من المرضى. الفريق الأول هم الأزواج الذين يعانوا من العقم والفشل أو الإجهاض المتكرر في دورات التلقيح الاصطناعي والثاني هم الأزواج المعرضون للخطر من تمرير أمراض وراثية لأبنائهم.
أيضا المرضى الذين يمكن أن يستفيدوا من هذه التكنولوجيا هم ما يلي :
- الأزواج الذين لديهم تاريخ عائلي من الأمراض الوراثية
- الأزواج الذين يريدون استخدام اختيار نوع الجنس لمنع حدوث الأمراض المرتبطة بنوع الجنس
- النساء الذين لديهم حالات الفشل المتكررة مع أطفال الأنابيب
- النساء التي لها تاريخ من الاجهاض غير المبرر
- النساء الذين هم أكثر من 39 سنة

هذه التكنولوجيا تقوم بتقصي الشذوذ في الكروموسومات. حيث أنها تقيم الخلايا الفردية في الجنين أثناء عملية التلقيح الاصطناعي. قبل نقل الجنين إلى رحم المرأة، يتم إزالة واحد أو اثنين من الخلايا من الأجنة. ثم يتم تقييم هذه الخلايا عن مدى سلامتها. عادة في غضون 1-2 أيام، وبعد الانتهاء من التقييم، يتم نقل الأجنة الطبيعية والسليمة فقط إلى رحم المرأة. وبالإضافة إلى ذلك، يمكن لهذه التكنولوجيا أن تحد من مخاطر حمل التوائم لأن هناك حاجة أقل لزرع عدد أكبر من الأجنة.

## الحفظ بالتبريد
تم الابلاغ عن أول حمل المستمد من تجميد الأجنة البشرية من قبل آلان ترونسون وليندا مور في عام 1983 (على الرغم من أن الجنين أجهض تلقائيا عند حوالي 20 أسبوعا من الحمل)، أما أول ولادة مستمدة من عملية تجميد الأجنة تمت في عام 1984 [بحاجة لتوضيح]. ومنذ ذلك الحين وحتى عام 2008 يقدر أن ما بين 350،000 إلى نصف مليون طفل من أطفال الأنابيب ولد عن طريق الأجنة المجمدة والتي يتم تخزينها في النيتروجين السائل.
أجرت دراسة في 2008 عن سلامة الأجنة بعد الحفظ بالتبريد من قبل الجمعية الأوروبية للتناسل البشري وعلم الأجنة وكشفت أن الأطفال الذين يولدون من أجنة مجمدة "أفضل، وكان الوزن عند الولادة أعلى" من الأطفال الذين ولدوا من عملية نقل مباشرة للرحم. وقد أجريت الدراسة في كوبنهاغن وتم تقييم الأطفال المولودين خلال السنوات 1995-2006. تم دراسة ومتابعة 1267 من الأطفال الذين ولدوا بعد زرع الأجنة المجمدة، عن طريق التحكم في درجة حرارة الثلاجات وتخزينهم في النيتروجين السائل، ثم تم تصنيف الأطفال إلى ثلاث مجموعات. 878 منهم ولدوا استخدام الاجنة المجمدة التي تم إنشاؤها عن طريق وضع الحيوان المنوي في طبق به البويضة ولكنها الحيوان المنوي اخترق البويضة من تلقاء نفسه. وولد 310 طفل من الاجنة المجمدة التي تم إنشاؤها باستخدام الحقن المجهري حيث يتم حقن حيوان منوي واحد داخل بويضة واحدة، وولد 79 طفل دون أن يعرف طريقة إنشاء الأجنة.
تم أيضا دراسة واستخدام مجموعة ضبط أو مجموعة مرجعية من 17857 الأطفال الذين ولدوا بعد التلقيح الاصطناعي العادي / الحقن المجهري بدون تجميد عن طريق الزرع المباشر في الرحم. وتم أخذ بيانات جميع النتائج للأطفال بشأن العيوب الخلقية، وأوزان المواليد، وطول مدة الحمل. وأظهرت نتائج الدراسة أن الأطفال الذين جاءوا من أجنة مجمدة لهم معدل أعلى لأوزان المواليد، ومدة حمل أطول ولهم عددا أقل من حالات الولادة المبتسرة. لم يكن هناك اختلاف في نسبة التشوهات الخلقية للأطفال سواء جاءوا من أجنة مجمدة أو الأجنة الطازجة. في المجموعة المجمدة، كان معدل العيوب الخلقية 7.7% بالمقارنة مع المجموعة النقل المباشر (الطازجة) والتي كانت أعلى قليلا بنسبة 8.8 ٪. ووجد العلماء أيضا أنه هناك زيادة لمخاطر حالات حمل التواءم في نقل الأجنة الطازجة.
في حالة الأجنة المجمدة حوالي 11.7% من الحقن المجهري و14.2% من حالات التلقيح الاصطناعي العادي نتج عنه توائم. أما في حالة الأجنة الطازجة، 24.8% من الحقن المجهري و27.3% من أطفال الأنابيب العادية نتج عنهم توائم. وينبغي أن يلاحظ أيضا أن عمر الأم كان أعلى بكثير في مجموعة الأجنة المجمدة. وهذا أمر مهم على أساس أن من المتوقع أن زيادة السن قد تتسبب في ارتفاع معدل المشكلات والعيوب الخلقية. وتضيف الدراسة إلى المعرفة التي تشير إلى أن تجميد الأجنة هو إجراء آمن. ولم يتضح السبب في أن الأطفال المجمدة أفضل من نظرائهم الذين تم زرعهم مباشرة.
إذا تكون أجنة متعددة، قد يختار المرضى تجميد الأجنة التي لا يتم نقلها. هذه الأجنة يتم تجميدها ببطء ثم توضع في النيتروجين السائل ويمكن الحفاظ عليها لفترة طويلة. يوجد حاليا 500،000 من الأجنة المجمدة في الولايات المتحدة. الميزة هي أن المرضى الذين يفشلون في الإنجاب قد تصبح حاملا باستخدام الأجنة المجمدة دون الاضطرار إلى اللجوء إلى المرور بدورة كاملة في عملية التلقيح الصناعي. أو، إذا حدث الحمل، يمكن أن يستعملوا لاحقا لحمل آخر. الأجنة الناتجة عن التلقيح الصناعي قد يتم التبرع بها لامرأة أخرى أو لزوجين، ويمكن إنشاء الأجنة وتجميدها وتخزينها خصيصا لنقل والتبرع باستخدام بويضات وحيوانات منوية من متبرعين.

### حفظ البويضة بالتبريد
قد أنجز الحفظ بالتبريد بنجاح للبويضات الناضجة غير المخصبة، على سبيل المثال في النساء اللاتي من المحتمل أن يفقدن التبويض بسبب العلاج الكيميائي للسرطان.

## الأجنة أو البويضات المتبقية
قد يكون هناك أجنة أو بويضات متبقية بعد إجراءات أطفال الأنابيب إذا كانت المرأة نجحت في الحمل والولادة. بعد موافقة المرأة أو الزوجين قد يتم التبرع بها لمساعدة النساء الأخرىات أو الأزواج.
يتم التبرع بالجنين، لأزواج آخرين أو لامرأة وذلك بهدف إنتاج حمل ناجح. يعتبر الطفل الناتج هو طقل المرأة التي حملته وولدته، وليس طفل الأطراف المتبرعة، كما يحدث نفس الشيء عند التبرع بالبويضة أو بالحيوانات المنوية.
عادة، فأن الآباء الوراثيين يتبرعوا بالأجنة أو البويضات لعيادة الخصوبة أو بنك الأجنة حيث يتم الحفاظ عليها بالتبريد حتى يتم العثور على الحاضن بالنسبة لهم. عادة عملية إعطاء الجنين للآباء المحتملين تجريه الوكالة أو العيادة نفسها، ويتم في نفس الوقت نقل ملكية الأجنة إلى الآباء المحتملين.
في الولايات المتحدة، على المرأة التي تسعى إلى أن تكون متلقية للجنين الخضوع لفحص الأمراض المعدية المطلوبة من قبل إدارة الاغذية والعقاقير الأمريكية (FDA)، وأيضا اختبارات إنجابية لتحديد أفضل وضع وتوقيت قبل نقل الأجنة الفعلي. مقدار الفحوص التي يمر بها الجنين يعتمد بشكل كبير على العيادة التي قام الآباء الوراثيين بعملية أطفال الأنابيب بها. الأم متلقية الجنين قد تختار أن يقوم الطبيب الخاص بها بإجراء مزيد من التجارب على الأجنة.
بدائل التبرع بالأجنة المتبقية وغير المستخدمة هي التخلص منها (أو زرعهم في وقت الحمل يكون فيه من المستبعد جدا، أو ابقائها مجمدة إلى أجل غير مسمى، أو التبرع بهم لاستخدامها في بحوث الخلايا الجذعية الجنينية.

## التاريخ
كان جون روك هو أول من استخرج بويضة ملقحة سليمة. أول حمل تم تحقيقه من خلال التخصيب في المختبر من بويضة بشرية ورد في مجلة لانسيت من فريق موناش في عام 1973، على الرغم من أنها لم يستغرق سوى بضعة أيام ويطلق عليه حاليا الحمل البيوكيميائي. في عام 1977، نجخ كل من باتريك ستبتو وروبرت ادواردز في تنفيذ العملية التي أدت إلى ولادة أول طفلة العالم من خلال التلقيح الاصطناعي، وتدعى لويز براون في 25 يوليو 1978، في مستشفى أولدهام العام، مانشستر، بالمملكة المتحدة وتلتها كورتني كروس في 16 أكتوبر 1978 واليستر ماكدونالد في 14 يناير 1979. ثم أعقب ذلك ولادة كانديس ريد في ملبورن في عام 1980. ولاحقا أدى استخدام دورات الحفز بعقار سترات الكلوميفين واستخدام الهرمون المشيمي البشري (hCG) للتحكم في وقت نضج البويضة، وبالتالي السيطرة على وقت سحب البويضة، إلى تحويل عمليات التلقيح الصناعي من أداة للبحث إلى أداة للعلاج.
وأعقب ذلك 14 حالة حمل نتج عنهم تسع حالات ولادة في عام 1981 من قبل فريق جامعة موناش. أما فريق جونز من 2}كلية الطب بولاية فيرجينيا الشرقية، فقاموا بمزيد من التحسين من خلال هرمون (uHMG) في دورات التلقيح الصناعي. وثمة خطوة أخرى إلى الأمام استخدام العقارات (GnRHA)، مما يخفض الحاجة إلى المتابعة عن طريق منع التبويض السابق لأوانه، ومؤخرا تم استخدام ((GnRH Ant)، والتي لها وظيفة مماثلة. وقد أتاح استخدام حبوب منع الحمل عن طريق الفم في جدولة دورات التلقيح الاصطناعي، وهذا ما جعل العلاج أكثر ملاءمة لكل من الأطباء والمرضى.
وفي وقت لاحق ساعدت تقنيات اللتجميد والذوبان، بشكل ملحوظ إلى تحسين جدوى استخدام التلقيح الاصطناعي. وكان علامة بارزة أخرى مهمة جدا في عمليات التلقيح الصناعي هو الحقن المجهري عن طريق أندريه فان Steirteghem في بروكسل، 1992. وقد مكن هذا الرجال الذين ينتجوا عدد قليل جدا من الحيوانات المنوية لتحقيق حالات الحمل. وتستخدم في بعض الأحيان الحقن المجهري بالتزامن مع سحب الحيوانات المنوية من الرجل، وذلك باستخدام إبرة دقيقة أو خزعة الخصية. باستخدام هذا الأسلوب، فإن بعض الرجال الذين يعانون من العقم بسبب متلازمة Klinefelter، يكونوا في بعض الأحيان قادرين على تحقيق الحمل. وهكذا، أصبح أطفال الأنابيب الحل النهائي لأغلب أسباب العقم.
يطلق على كارل وود اسم "أب لأطفال الأنابيب" لأنه رائد في استخدام الأجنة المجمدة.

## المعايير الأخلاقية

### قضايا
في حالات قليلة، يقع خطأ بسبب خلط الأجنة (خطأ في التعرف الأمشاج، أو نقل خاطئ للأجنة)، مما أدى إلى اتخاذ إجراءات قانونية ضد مقدم التلقيح الاصطناعي ودعاوى الأبوة المعقدة. ومن الأمثلة على ذلك حالة امرأة في ولاية كاليفورنيا الذي حصلت على الجنين لزوجين آخرين، وأخطرت بهذا الخطأ بعد ولادة ابنها. وقد أدى ذلك إلى العديد من السلطات والعيادات الفردية تنفيذ إجراءات لتقليل مخاطر مثل هذه الأخطاء. على سبيل المثال، يطلب من العيادات استخدام نظام مراقبة مزدوج، حيث يتم فحص هوية العينات من قبل شخصين في كل نقطة في نقل العينات. بدلا من ذلك، بدأت الحلول التكنولوجية أن تكتسب شعبية أكبر، لخفض تكلفة اليد العاملة التي تعيد مراقبة العينات، وكذلك للحد من مخاطر الأخطاء البشرية. وعادة ما تشمل الحلول التكنولوجية وضع علامات على الحاويات بها كود فريد والتي يمكن تحديدها من قبل جهاز يقوم بالقراءة موصل بجهاز الكمبيوتر.
الأمر الآخر الذي يثير القلق هو أن الناس سوف تختار الأطفال بناء على صفاتهم الوراثية وذلك باستخدام التشخيص الوراثي السابق لزرع الأجنة. على سبيل المثال، زوجين بريطانيين من الصم، توم وبولا ليتشي، التمسا خلق طفل أصم باستخدام التلقيح الاصطناعي. وقد انتقد علماء الأخلاق الطبية هذا النهج انتقادا لاذعا. وكتب جاكوب ابيل ان "تجنب ولادة الأجنة صم أو عميان عمدا قد يمنع معاناة كبيرة في المستقبل، في حين أن السياسة التي سمحت للآباء العميان أو الصم بتحديد الأجنة بناء على رغبتهم أن يكونوا مشابهين لهم في تلك لصفات عمدا سيكون أكثر تسببا في المشاكل."

### الحمل بعد انقطاع الطمث
على الرغم من أن انقطاع الطمث هو مانع طبيعي لمزيد من الحمل، ألا أن عمليات التلقيح الصناعي ساعدت المرأة أن تكون حامل في عمر الخمسينات والستينات. النساء اللواتي أعد رحمهن بشكل مناسب لتلقي الأجنة التي نشأت من بويضاتهن أو من بويضة امرأة متبرعة. ولذلك، على الرغم من أن هؤلاء النساء لم يكن لديك علاقة جينية (وراثية) مع الطفل، ولكن لديهم ارتباط عاطفي خلال الحمل والولادة. في كثير من الحالات يكون والد الطفل الوراثي هو زوج أو شريك المرأة. حتى بعد انقطاع الطمث فإن الرحم قادر تماما على القيام بالحمل.

### الزوجين من نفس الجنس - الآباء العزاب والأمهات العازبات
صدر بيان في عام 2009 من الجمعية الأمريكية للطب الإنجابي ASRM تقول به أنها فشلت في العثور على أي أدلة مقنعة على أن الأطفال الذين تمت تربيتهم من قبل أحد الأبوين فقط، أو الآباء والأمهات غير المتزوجين أو الآباء والأمهات مثلي الجنس (زوجين من نفس الجنس) يعانوا من ضرر أو حرمان بسبب طبيعة الأباء فقط. ولم تؤيد الجمعية تقييد الحصول على تكنولوجيا التناسل المساعدة على أساس الحالة الاجتماعية أو التوجه الجنسي للآباء أو الأمهات.
المخاوف الأخلاقية تشمل الحقوق الإنجابية، ورفاهية الأبناء، وعدم التمييز ضد الأفراد غير المتزوجين ومثلي الجنس، والاستقلالية المهنية.
لقد حدث جدل مؤخرا في ولاية كاليفورنيا على مسألة ما إذا كان مطلوبا من الأطباء المعارضون للعلاقات المثلية القيام بإجراء عمليات التلقيح الصناعي لامرأتين مثلييتين. فقد أقام غوادالوبي بينيتيز وهو مساعد طبي من سان دييغو دعوى قضائية ضد الأطباء كريستين برودي ودوغلاس فنتون من فريق العناية بالمرأة بالساحل الشمالي على أساس أن كريستين برودي قالت أنها "لديها اعتراضات على اساس ديني لعلاج مثليون جنسيا لمساعدتهم على الحصول على أطفال عن طريق التلقيح الاصطناعي "، كما رفض دوغلاس فنتون أن يقوم بصرف عبوة من وصفة طبية لدواء الخصوبة Clomid لنفس الأسباب. وقد قررت المحكمة الحكم لصالح بينيتيز في 19 أغسطس 2008.

### الاعتراضات الدينية
الكنيسة الكاثوليكية تعارض جميع أنواع التخصيب في المختبر لأنه، كما هو الحال مع وسائل منع الحمل، لأنها تفصل الغرض الإنجابي للزواج من الغرض التوحدي له:
مذهب "[مراقبة القانون الطبيعي ]"، والذي غالبا ما يتم شرحه من قبل معلمي الكنيسة، يستند بشكل خاص على العلاقة التي أنشئت من قبل الله لا يفرق بينها الإنسان وأنه لا يوجد انقطاع أو انفصال بين الأهمية التوحدية والأهمية الإنجابية في في الرابطة الزواجية.

بناء لمبدأ قانون الطبيعة فإن الزواج كما إنه يوحد الزوج والزوجة في أقرب ألفة وحميمية، فإنه أيضا يعطيهم القدرة على توليد حياة جديدة، وهذا نتيجة للقوانين المكتوبة في الطبيعة الفعلية للرجل والمرأة. وإذا تم الحفاظ على كل هذه الصفات الأساسية، التوحدية والإنجابية، فإن الزواج يحتفظ بمعناه الكامل من الحب المتبادل الحقيقي وخضوعه للمسؤولية العليا للأبوة التي يتم من أجلها دعوة البشر. ونحن نعتقد أن معاصرينا قادرون على فهم أن هذه التعليمات تتوافق مع المنطق البشري. ووفقا لكتاب التعليم المسيحي للكنيسة الكاثوليكية، 
[...]التقنيات التي لا تنطوي إلا على الزوجين (التلقيح الاصطناعي المتماثل) تفصل الفعل الجنسي عن الفعل الإنجابي. الفعل الذي يجلب الطفل إلى حيز الوجود لم يعد الفعل الذي يسلم فيه شخصين أنفسهم إلى الآخر، ولكنه يصبح فعل يتضمن "التعهد بحياة وهوية الجنين لسلطة الأطباء وعلماء الأحياء ويؤسس لهيمنة التكنولوجيا على أصل ومصير الإنسان. مثل هذه العلاقة من الهيمنة يتعارض في حد ذاته مع الكرامة والمساواة التي يجب أن تكون مشتركة بين الآباء والأطفال. "

الكنيسة الكاثوليكية تؤكد أنه ليس من الشر أن يكون الشخض عقيما، وتدعو إلى التبني للأزواج الذين يرغبون الذين لا يزال يرغبون في إنجاب الأطفال :
الانجيل يقول ان العقم المادي ليست شرا مطلقا. والأزواج الذين ما زالوا يعانون من العقم بعد استنفاد الإجراءات الطبية الشرعية يجب أن يوحدوا صفوفهم مع صليب الرب، الذي هو مصدر كل الخصوبة الروحية. ويمكن لهم التعبير عن سخائهم من خلال تبني الأطفال الذين تخلي عنهم والديهم أو يؤدون خدمات تفيد لآخرين.
لا يعتبر من الناحية الفنية من أنواع التخصيب الصناعي في المختبر، لأن التلقيح يجري داخل الجسم، وليس على طبق بيتري. ومع ذلك تشعر الكنيسة الكاثوليكية بالقلق ازاءه لأن "بعض اللاهوتيين يرون أن هذا الفعل بديلا للعلاقة الزوجية، وبالتالي فهو فعل غير أخلاقي."

## التوافر والاستخدام
في الولايات المتحدة الأمريكية مدى توافر الأطباء الذين يقوموا بعمليات التلقيح الصناعي في عام 2005 كان 2.5 أطباء لكل 100،000 من السكان، و236 دورة تلقيح صناعي لكل 100،000من السكان. تتزايد نسبة الاستخدام مع زيادة التوافر والتغطية التأمينية للتلقيح الاصطناعي، وإلى حد كبير أيضا مع النسبة المئوية للأشخاص العزاب ومتوسط الدخل.

## التكلفة
الولايات المتحدة الأمريكية
تكلفة عمليات التلقيح الصناعي تعكس تكلفة نظام الرعاية الصحية الأساسية أكثر من البيئة التمويلة والتنظيمية، وتتراوح في المتوسط دورة التلقيح الاصطناعي القياسية، بقيمة دولارات الولايات المتحدة في عام 2006، بين 12،500 دولار في الولايات المتحدة إلى 4000 دولار في اليابان.
الأردن
التأمين الصحي لا يغطي الجميع في الأردن لفحوصات وعلاجات العقم. القوات المسلحة تغطي جميع فحوصات وعلاجات العقم لأعضاءها فقط كما أنها تغطي تكلفة اطفال الانابيب لأعضاءها الذين يعانون من عقم اولي حتى 3 محاولات. التأمين الصحي الحكومي يغطي تشخيص وعلاج العقم لمن لديهم تأمين صحي حكومي، لكنها لا تغطي تكلفة أي من طرق الأخصاب الصناعي. في القطاع الخاص هناك عدة مراكز توفر علاجات مختلفة للعقم بما في ذلك طرق الأخصاب الصناعي. تكلفة أطفال الأنابيب العادية هي 1170 دينار أردني اي ما يعادل 1655 دولار أمريكي، بينما تكلفة الحقن المجهري هي 1270 دينار أردني وهذا يعادل 1797 دولار أمريكي شاملة عملية ثقب جدار الأجنة لكنها لا تشمل تكلفة الأدوية التي تتراوح ما بين 500 إلى 700 دينار أردني أي ما يعادل 700 إلى 1000 دولار أمريكي.

### باللغة الإنجليزية
1. ↑  (ar) عمليات طفل الأنبوب والحقن المجهري، gynecologuetunis.wordpress.com نسخة محفوظة 11 نوفمبر 2016 على موقع واي باك مشين.
2. ↑  Papanikolaou EG, Camus M, Kolibianakis EM, Van Landuyt L, Van Steirteghem A, Devroey P (2006). "In Vitro Fertilization with Single Blastocyst-Stage versus Single Cleavage-Stage Embryos". N Engl J Med. ج. 354 ع. 11: 1139. DOI:10.1056/NEJMoa053524. PMID:16540614.{{استشهاد بدورية محكمة}}:  صيانة الاستشهاد: أسماء متعددة: قائمة المؤلفين (link)
3. ↑  مقارنة بين متوسط واحد مع وسائل الإعلام متتالية للتطور أجنة الإنسان إلى مرحلة الكيسة الأريمية نسخة محفوظة 21 مارس 2012 على موقع واي باك مشين. فريمان ر ميلاني ودون ريجر. ناشفيل مركز الخصوبة، ناشفيل، تينيسي، الولايات المتحدة الأمريكية وLifeGlobal، جيلف، على، كندا "نسخة مؤرشفة" (PDF). مؤرشف من الأصل (PDF) في 2012-03-21. اطلع عليه بتاريخ 2020-05-30.
4. ↑  متتابعة أو متوسطة واحدة ونفس القدر من الفعالية لثقافة الأجنة البشرية إلى مرحلة الكيسة الأريمية : رائد دراسة دينارا Schneidera، S. Verza Jr.a Estevesa والشوري. الخصوبة والعقم، المجلد 92، العدد 3، الملحق 1، أيلول / سبتمبر 2009، الصفحات S231 - S232 "نسخة مؤرشفة". مؤرشف من الأصل في 2020-08-16. اطلع عليه بتاريخ 2020-08-16.{{استشهاد ويب}}:  صيانة الاستشهاد: BOT: original URL status unknown (link)
5. ↑  Xella S, Marsella T, Tagliasacchi D؛ وآخرون (أبريل 2010). "Embryo quality and implantation rate in two different culture media: ISM1 versus Universal IVF Medium". Fertil. Steril. ج. 93 ع. 6: 1859–63. DOI:10.1016/j.fertnstert.2008.12.030. PMID:19152877. {{استشهاد بدورية محكمة}}: Explicit use of et al. in: |مؤلف= (مساعدة)صيانة الاستشهاد: أسماء متعددة: قائمة المؤلفين (link)
6. 1 2  Rebmann V, Switala M, Eue I, Grosse-Wilde H (مايو 2010). "Soluble HLA-G is an independent factor for the prediction of pregnancy outcome after ART: a German multi-centre study". Hum Reprod. DOI:10.1093/humrep/deq120. PMID:20488801.{{استشهاد بدورية محكمة}}:  صيانة الاستشهاد: أسماء متعددة: قائمة المؤلفين (link)
7. ↑  سانتياغو Munne، INCIID -- تموز / يوليو الوصول إلى 18، 2009 نسخة محفوظة 2 يناير 2014 على موقع واي باك مشين.
8. 1 2  معدل النجاح ليصعد التخصيب في المختبر الصحافة الكندية. 15 ديسمبر 2008 في 20:27 بتوقيت شرق الولايات المتحدة [وصلة مكسورة] نسخة محفوظة 2020-05-30 على موقع واي باك مشين.
9. ↑  de La Rochebrochard E, Quelen C, Peikrishvili R, Guibert J, Bouyer J (أغسطس 2008). "Long-term outcome of parenthood project during in vitro fertilization and after discontinuation of unsuccessful in vitro fertilization". Fertil. Steril. ج. 92 ع. 1: 149–56. DOI:10.1016/j.fertnstert.2008.05.067. PMID:18706550.{{استشهاد بدورية محكمة}}:  صيانة الاستشهاد: أسماء متعددة: قائمة المؤلفين (link)
10. ↑  "2006 Assisted Reproductive Technology (ART) Report: Section 2". مراكز مكافحة الأمراض واتقائها. مؤرشف من الأصل في 2012-02-25. اطلع عليه بتاريخ 2009-03-25.
11. ↑  : السادسة مايو وقت تكون الدراسة للحصول على سحر في المختبر من قبل Neighmond باتي. يوما بعد يوم، وإذاعة الوطنية العامة. 21 يناير 2009. نسخة محفوظة 01 يوليو 2017 على موقع واي باك مشين.
12. ↑  Simon L, Brunborg G, Stevenson M, Lutton D, McManus J, Lewis SE (مايو 2010). "Clinical significance of sperm DNA damage in assisted reproduction outcome". Hum Reprod. DOI:10.1093/humrep/deq103. PMID:20447937.{{استشهاد بدورية محكمة}}:  صيانة الاستشهاد: أسماء متعددة: قائمة المؤلفين (link)
13. ↑  ل. شميت، يمكن هولشتاين، U. كريستنسن، J. بوافين. الاتصال والتعامل على النحو تنبئ من الإجهاد مشكلة الخصوبة : دراسة الأتراب 816 من المشاركين الذين لم تحقق أي إنجاز بعد 12 شهرا من علاج للخصوبة. Reprod هوم عام 2005 ؛ 20 : 3248-56.
14. 1 2  Anderson BJ, Haimovici F, Ginsburg ES, Schust DJ, Wayne PM (2007). "In vitro fertilisation and acupuncture: clinical efficacy and mechanistic basis". Altern Ther Health Med. ج. 13 ع. 3: 38–48. PMID:17515023.{{استشهاد بدورية محكمة}}:  صيانة الاستشهاد: أسماء متعددة: قائمة المؤلفين (link)
15. ↑  Manheimer E, Zhang G, Udoff L؛ وآخرون (مارس 2008). "Effects of acupuncture on rates of pregnancy and live birth among women undergoing in vitro fertilisation: systematic review and meta-analysis". BMJ. ج. 336 ع. 7643: 545–9. DOI:10.1136/bmj.39471.430451.BE. PMC:2265327. PMID:18258932. {{استشهاد بدورية محكمة}}: Explicit use of et al. in: |مؤلف= (مساعدة)صيانة الاستشهاد: أسماء متعددة: قائمة المؤلفين (link)
16. ↑  Humaidan P, Stener-Victorin E (يونيو 2004). "Pain relief during oocyte retrieval with a new short duration electro-acupuncture technique—an alternative to conventional analgesic methods". Hum. Reprod. ج. 19 ع. 6: 1367–72. DOI:10.1093/humrep/deh229. PMID:15105387.
17. 1 2 3  خدمات الخصوبة للوائح : معونة التكليف -- يونيو 2009، من وزارة الصحة في المملكة المتحدة نسخة محفوظة 30 أكتوبر 2012 على موقع واي باك مشين.
18. 1 2 3 4 5   نسخة محفوظة 15 نوفمبر 2010 على موقع واي باك مشين. Fertility: Assessment and Treatment for People with Fertility Problems (PDF). London: RCOG Press. 2004. مؤرشف من الأصل (PDF) في 2012-10-08. {{استشهاد بكتاب}}: تجاهل المحلل الوسيط |الرقم المعياري= لأنه غير معروف، ويقترح استخدام |ردمك= (مساعدة)
19. ↑  Olivennes F, Mannaerts B, Struijs M, Bonduelle M, Devroey P (2001). "Perinatal outcome of pregnancy after GnRH antagonist (ganirelix) treatment during ovarian stimulation for conventional IVF or ICSI: a preliminary report". Hum. Reprod. ج. 16 ع. 8: 1588–91. DOI:10.1093/humrep/16.8.1588. PMID:11473947.{{استشهاد بدورية محكمة}}:  صيانة الاستشهاد: أسماء متعددة: قائمة المؤلفين (link)
20. ↑  Wagenaar K, van Weissenbruch MM, Knol DL, Cohen-Kettenis PT, Delemarre-van de Waal HA, Huisman J (أكتوبر 2008). "Behavior and socioemotional functioning in 9-18-year-old children born after in vitro fertilization". Fertil. Steril. ج. 92 ع. 6: 1907–14. DOI:10.1016/j.fertnstert.2008.09.026. PMID:18973886.{{استشهاد بدورية محكمة}}:  صيانة الاستشهاد: أسماء متعددة: قائمة المؤلفين (link)
21. 1 2  Volgsten H, Skoog Svanberg A, Ekselius L, Lundkvist O, Sundström Poromaa I (مارس 2010). "Risk factors for psychiatric disorders in infertile women and men undergoing in vitro fertilization treatment". Fertil Steril. ج. 93 ع. 4: 1088–1096. DOI:10.1016/j.fertnstert.2008.11.008. PMID:19118826.{{استشهاد بدورية محكمة}}:  صيانة الاستشهاد: أسماء متعددة: قائمة المؤلفين (link)
22. ↑  Kurinczuk JJ (2003). "Safety issues in assisted reproduction technology. From theory to reality—just what are the data telling us about ICSI offspring health and future fertility and should we be concerned?". Hum Reprod. ج. 18 ع. 5: 925–31. DOI:10.1093/humrep/deg217. PMID:12721163.
23. ↑  Reefhuis J, Honein MA, Schieve LA, Correa A, Hobbs CA, Rasmussen SA (فبراير 2009). "Assisted reproductive technology and major structural birth defects in the United States". Hum. Reprod. ج. 24 ع. 2: 360–6. DOI:10.1093/humrep/den387. PMID:19010807.{{استشهاد بدورية محكمة}}:  صيانة الاستشهاد: أسماء متعددة: قائمة المؤلفين (link)
24. ↑  Newby، Jonica (17 يوليو 2003). "IVF Defects". Catalyst. Australian Broadcasting Corporation. مؤرشف من الأصل في 2019-05-09. اطلع عليه بتاريخ 2010-06-20. {{استشهاد ويب}}: تأكد من صحة قيمة |مؤلف-وصلة= (مساعدة) وروابط خارجية في |مؤلف-وصلة= (مساعدة)
25. ↑  تي اليابان الحظر في المختبر لفيروس نقص المناعة البشرية الخصوبة الأزواج نسخة محفوظة 4 مارس 2016 على موقع واي باك مشين.
26. ↑  "Preimplantation Genetic Diagnosis (PGD) l Genetic Testing l Genetic Embryo Screening l Southern California Reproductive Center". مؤرشف من الأصل في 2009-02-17. اطلع عليه بتاريخ 2010-10-13.
27. ↑  "Souls On Ice: America's Embryo Glut and the Wasted Promise of Stem Cell Research | Mother Jones". مؤرشف من الأصل في 2008-12-21. اطلع عليه بتاريخ 2010-10-13.
28. ↑  Porcu E, Fabbri R, Damiano G, Fratto R, Giunchi S, Venturoli S (2004). "Oocyte cryopreservation in oncological patients". Eur J Obstet Gynecol Reprod Biol. 113 Suppl 1: S14–6. DOI:10.1016/j.ejogrb.2003.11.004. PMID:15041124.{{استشهاد بدورية محكمة}}:  صيانة الاستشهاد: أسماء متعددة: قائمة المؤلفين (link)
29. ↑  "حسم : الرابطة الوطنية العقم : جنين الجهة المانحة : دليل على الإنترنت للجهات المانحة المحتملة". مؤرشف من الأصل في 2006-09-26. اطلع عليه بتاريخ 2010-10-13.
30. ↑  سي ان ان --> ما الذي يحدث للأجنة بعد عمليات التلقيح الصناعي خارج؟ 00:32 بتوقيت شرق الولايات المتحدة مساء المحدثة، الثلاثاء 1 سبتمبر 2009 نسخة محفوظة 23 يناير 2018 على موقع واي باك مشين.
31. ↑  Gladwell، Malcolm (10 مارس 2000). "John Rock's Error". The New Yorker. مؤرشف من الأصل في 2017-02-05. اطلع عليه بتاريخ 2007-06-17.
32. ↑  "موناش في عمليات التلقيح الصناعي موقع "تاريخ التلقيح الاصطناعي" المقالة". مؤرشف من الأصل في 2009-09-15. اطلع عليه بتاريخ 2020-05-30.
33. ↑  "1978: First 'test tube baby' born". بي بي سي. 25 يوليو 1978. مؤرشف من الأصل في 2017-11-15. اطلع عليه بتاريخ 2009-06-13. The birth of the world's first "test tube baby" has been announced in Manchester (England). Louise Brown was born shortly before midnight in Oldham and District General Hospital {{استشهاد بخبر}}: استعمال الخط المائل أو الغليظ غير مسموح: |ناشر= (مساعدة)
34. ↑  Moreton، Cole (14 يناير 2007). "World's first test-tube baby Louise Brown has a child of her own". London: Independent. مؤرشف من الأصل في 2014-08-23. اطلع عليه بتاريخ 2010-05-05. The 28-year-old, whose pioneering conception by in-vitro fertilisation made her famous around the world.. The fertility specialists Patrick Steptoe and Bob Edwards became the first to successfully carry out IVF by extracting an egg, impregnating it with sperm and planting the resulting embryo back into the mother {{استشهاد بخبر}}: استعمال الخط المائل أو الغليظ غير مسموح: |ناشر= (مساعدة)
35. ↑  "معهد جونز لموقع الطب التناسلي". مؤرشف من الأصل في 2016-02-05. اطلع عليه بتاريخ 2010-10-13.
36. 1 2  Kyono K, Uto H, Nakajo Y, Kumagai S, Araki Y, Kanto S (يناير 2007). "Seven pregnancies and deliveries from non-mosaic Klinefelter syndrome patients using fresh and frozen testicular sperm". J. Assist. Reprod. Genet. ج. 24 ع. 1: 47–51. DOI:10.1007/s10815-006-9079-4. PMID:17177108.{{استشهاد بدورية محكمة}}:  صيانة الاستشهاد: أسماء متعددة: قائمة المؤلفين (link)
37. ↑  Okada H, Goda K, Muto S, Maruyama O, Koshida M, Horie S (نوفمبر 2005). "Four pregnancies in nonmosaic Klinefelter's syndrome using cryopreserved-thawed testicular spermatozoa". Fertil. Steril. ج. 84 ع. 5: 1508. DOI:10.1016/j.fertnstert.2005.05.033. PMID:16275253.{{استشهاد بدورية محكمة}}:  صيانة الاستشهاد: أسماء متعددة: قائمة المؤلفين (link)
38. ↑  السيرة الذاتية، http://www.asap.unimelb.edu.au/bsparcs/biogs/P003036b.htm نسخة محفوظة 2009-10-19 على موقع واي باك مشين.
39. ↑  Ayers C (2004). "Mother wins $1m for IVF mix-up but may lose son". Timesonline. .
40. ↑  "Hull becomes the latest clinic to guard against IVF mix ups". Private Healthcare UK. 2008. .
41. ↑  Lawson، Dominic (مارس 11, 2008). "Of course a deaf couple want a deaf child". London: The Independent. مؤرشف من الأصل في 30 يناير 2012. اطلع عليه بتاريخ نوفمبر-12-2009. {{استشهاد بخبر}}: تحقق من التاريخ في: |تاريخ الوصول= (مساعدة)
42. ↑  ابيل، يعقوب. 'المصمم مزيد من' الخيارات وآذار / مارس أحد ينيبيغ 12، 2009
43. ↑  Parks, Jennifer A. (1996). "A closer look at reproductive technology and postmenopausal motherhood". CMAJ. ج. 154 ع. 8: 1189–91. PMC:1487687. PMID:8612255.
44. 1 2  الوصول لعلاج للخصوبة لمن مثليون جنسيا، مثليات، وغير المتزوجين الأشخاص. لجنة الأخلاقيات للجمعية الأمريكية للطب التناسلي. الخصوبة والعقم، المجلد 92، العدد 4، الصفحات 1171-1500، e43، e58 (أكتوبر 2009) نسخة محفوظة 2020-01-18 على موقع واي باك مشين.
45. ↑  Appel JM (2006). "مايو doctors refuse infertility treatments to gay patients?". Hastings Cent Rep. ج. 36 ع. 4: 20–1. DOI:10.1353/hcr.2006.0053. PMID:16898357.
46. ↑  م. دولان. يجوز للدولة أن تعطي المحكمة العليا مثليون جنسيا فوز آخر. لوس انجلس تايمز 29 مايو 2008.
47. ↑  م. دولان. يمكن للأطباء كاليفورنيا أن ترفض العلاج لمثليون جنسيا على أسس دينية قواعد المحكمة. لوس انجليس Times.19 أغسطس 2008
48. ↑  Pope Paul VI (25 يوليو 1968). "Humanae Vitae: Encyclical of Pope Paul VI on the Regulation of Birth". Vatican. مؤرشف من الأصل في 2015-01-10. اطلع عليه بتاريخ 2008-11-25.
49. 1 2  "Catechism of the Catholic Church". Vatican. 1993. مؤرشف من الأصل في 2019-04-06. اطلع عليه بتاريخ 2008-11-25. sections 2376-2379
50. ↑  Haas, John M., Ph.D., S.T.L. "Begotten Not Made: A Catholic View of Reproductive Technology". مؤرشف من الأصل في 2011-08-10. اطلع عليه بتاريخ 2008-11-25.{{استشهاد ويب}}:  صيانة الاستشهاد: أسماء متعددة: قائمة المؤلفين (link)
51. 1 2  Hammoud AO, Gibson M, Stanford J, White G, Carrell DT, Peterson M (2009). "In vitro fertilization availability and utilization in the United States: a study of demographic, social, and economic factors". Fertility and Sterility. ج. 91 ع. 5: 1630–1635. DOI:10.1016/j.fertnstert.2007.10.038. PMID:18539275.{{استشهاد بدورية محكمة}}:  صيانة الاستشهاد: أسماء متعددة: قائمة المؤلفين (link)
52. 1 2  Chambers GM, Sullivan EA, Ishihara O, Chapman MG, Adamson GD (يونيو 2009). "The economic impact of assisted reproductive technology: a review of selected developed countries". Fertil. Steril. ج. 91 ع. 6: 2281–94. DOI:10.1016/j.fertnstert.2009.04.029. PMID:19481642.{{استشهاد بدورية محكمة}}:  صيانة الاستشهاد: أسماء متعددة: قائمة المؤلفين (link)
53. ↑  "تكلفة اطفال الانابيب في الأردن". مؤرشف من الأصل في 2014-02-12. اطلع عليه بتاريخ 2013-06-12.

### باللغة العربيَّة
1. ↑  محمد هيثم الخياط (2006). المعجم الطبي الموحد: إنكليزي - عربي (بالعربية والإنجليزية) (ط. 4). بيروت: مكتبة لبنان ناشرون، منظمة الصحة العالمية. ص. 1039. ISBN:978-9953-33-726-5. OCLC:192108789. QID:Q12193380.
2. ↑  يوسف حتي؛ أحمد شفيق الخطيب (2011). قاموس حتي الطبي الجديد: طبعة جديدة وموسعة ومعززة بالرسوم إنكليزي - عربي مع ملحقات ومسرد عربي - إنكليزي (بالعربية والإنجليزية) (ط. الأولى). بيروت: مكتبة لبنان ناشرون. ص. 450. ISBN:978-9953-86-883-7. OCLC:868913367. QID:Q112962638.